# Isola Ford (Hawaii)
L'isola Ford  (in hawaiano: Poka ʻAilana)  è un'isola situata al centro di Pearl Harbor, nelle Hawaii.
È collegata all'isola principale dal Ford Bridge. Prima che fosse costruito il ponte, Ford Island poteva essere raggiunta solo da un traghetto che partiva ad intervalli di un'ora. L'isola ospita diversi impianti navali. Ha anche quattro gruppi principali di custodia militare: Nob Hill, Luca Campo, Kamehameha Loop e Battleship Cove.
Lo United States Census Bureau definisce Ford Island come blocco 9014, Block Gruppo 9, Censimento Tract 81 della Contea di Honolulu, Hawaii. L'isola ha ufficialmente 0.707 miglia quadrate (1,83 km²) di terra e una popolazione di 368 persone, secondo il censimento del 2000.